# 2. česká softballová liga mužů
2. česká softballová liga mužů (2.ČSLM) je hned po Extralize 2. nejvyšší softballovou ligou mužů v ČR a je organizovaná Českou softballovou asociací (ČSA). 
Vítěz série finálových utkání (play-off), získává právo postupu do Extraligy mužů, nejlepší soutěže na evropském kontinentu.

## Systém soutěže
Ve 2. lize hraje 8 týmů. V základní části se všechny týmy čtyřikrát utkají každý s každým (celkem 28 zápasů). Za vítězství získává tým 2 body, za prohru 1 bod. Případná skreč je za 0 bodů.
Po skončení základní části se dělí tabulka na dvě poloviny. První čtyři týmy hrají čtvrtfinále play-off. Týmy na 5. až 8. místě mezi sebou odehrají další čtyři zápasy systémem každý s každým, přičemž se započítávají body po základní části. Poslední tým po této nadstavbě sestupuje ze druhé ligy(*v sezoně 2021 sestupují dva).
Vítěz 2. ligy má právo postupu do nejvyšší české soutěže - Extraligy softballu mužů. V případě neochoty vítězného týmu postupovat nebo vítězství některého z rezervních "B" týmů, může toto právo postupu do Extraligy připadnout týmům na 2. a 3. místě.

## Týmy soutěže
Týmy v sezoně 2020/21:
- Žraloci Ledenice B
- Pikes Praha
- Painbusters Most B
- Snails Kunovice
- Locos Břeclav B
- SK Joudrs Praha B
- *Bude doplněn z kvalifikace

## Konečná pořadí 2. české softballové ligy mužů
| 2020 |                    |  |
| 1    | Slavia VŠ Plzeň    |  |
| 2    | Žraloci Ledenice B |  |
| 3    | Pikes Praha        |  |
| 4    | Painbusters Most B |  |
| 5    | Snails Kunovice    |  |
| 6    | Locos Břeclav B    |  |
| 7    | SK Joudrs Praha B  |  |

| 2019 |                             |  |
| 1    | SK Joudrs Praha             |  |
| 2    | Radotínský sportovní klub   |  |
| 3    | Slavia VŠ Plzeň             |  |
| 4    | Hladoví hroši Sezimovo Ústí |  |
| 5    | Hroši Havlíčkův Brod B      |  |
| 6    | Žraloci Ledenice B          |  |
| 7    | Snails Kunovice             |  |

| 2018 |                               |  |
| 1    | Locos Břeclav                 |  |
| 2    | Hladoví hroši Sezimovo Ústí   |  |
| 3    | SK Joudrs Praha               |  |
| 4    | Slavia VŠ Plzeň               |  |
| 5    | SK Kotlářka - VSK VŠCHT Praha |  |
| 6    | Žraloci Ledenice B            |  |
| 7    | Radotínský sportovní klub     |  |

| 2017 |                               |  |
| 1    | Pasos Pardubice               |  |
| 2    | Hladoví hroši Sezimovo Ústí   |  |
| 3    | SK Kotlářka - VSK VŠCHT Praha |  |
| 4    | SK Joudrs Praha               |  |
| 5    | Hroši Havlíčkův Brod B        |  |
| 6    | Žraloci Ledenice B            |  |
| 7    | Radotínský sportovní klub     |  |
| 8    | Přírodní vědy Praha           |  |

| 2016 |                                 |  |
| 1    | Slavia VŠ Plzeň                 |  |
| 2    | SK Kotlářka - VSK VŠCHT Praha   |  |
| 3    | SK Klackaři Kostelec nad Orlicí |  |
| 4    | Přírodní vědy Praha             |  |
| 5    | Pasos Pardubice                 |  |
| 6    | Žraloci Ledenice B              |  |
| 7    | Hladoví hroši Sezimovo Ústí     |  |
| 8    | SK Joudrs Praha                 |  |

| 2015 |                     |  |
| 1    | Painbusters Most    |  |
| 2    | Pasos Pardubice     |  |
| 3    | Přírodní vědy Praha |  |
| 4    | Žraloci Ledenice B  |  |
| 5    | Snails Kunovice     |  |
| 6    | Slavia VŠ Plzeň     |  |

| 2014 |                               |  |
| 1    | SK Kotlářka - VSK VŠCHT Praha |  |
| 2    | Painbusters Most              |  |
| 3    | Snails Kunovice               |  |
| 4    | Spectrum Praha B              |  |
| 5    | Přírodní vědy Praha           |  |
| 6    | Pasos Pardubice               |  |
| 7    | Black Owls Univerzita Brno    |  |

| 2013 |                               |  |
| 1    | Slavia VŠ Plzeň               |  |
| 2    | Painbusters Most              |  |
| 3    | SK Kotlářka - VSK VŠCHT Praha |  |
| 4    | Spectrum Praha B              |  |
| 5    | Pasos Pardubice               |  |
| 6    | Softball Lobkovice            |  |
| 7    | Přírodní vědy Praha           |  |
| 8    | Black Owls Univerzita Brno    |  |

| 2012 |                               |  |
| 1    | Spectrum Praha B              |  |
| 2    | Žraloci Ledenice              |  |
| 3    | Pasos Pardubice               |  |
| 4    | SK Kotlářka - VSK VŠCHT Praha |  |
| 5    | Painbusters Most              |  |
| 6    | Přírodní vědy Praha           |  |
| 7    | Black Owls Univerzita Brno    |  |
| 8    | Amasoma Příbram               |  |

| 2011 |                            |  |
| 1    | Pasos Pardubice            |  |
| 2    | Přírodní vědy UK Praha     |  |
| 3    | Spectrum Praha B           |  |
| 4    | SK Kotlářka Praha          |  |
| 5    | Žraloci Ledenice           |  |
| 6    | Amasoma Příbram            |  |
| 7    | Black Owls Univerzita Brno |  |
| 8    | Softball Lobkovice         |  |

| 2010 |                            |  |
| 1    | Painbusters Most           |  |
| 2    | Přírodní vědy UK Praha     |  |
| 3    | Softball Lobkovice         |  |
| 4    | SK Kotlářka Praha          |  |
| 5    | VSK Iuridica Praha         |  |
| 6    | Žraloci Ledenice           |  |
| 7    | Pasos Pardubice            |  |
| 8    | Black Owls Univerzita Brno |  |
| 9    | SK Kostelec Tigers         |  |
|      | SK Kostelec Tigers         |  |

| 2009 |                                 |  |
| 1    | Hroši Havlíčkův Brod            |  |
| 2    | Přírodní vědy UK Praha          |  |
| 3    | Painbusters Most                |  |
| 4    | Pasos Pardubice                 |  |
| 5    | VSK Iuridica Praha              |  |
| 6    | Softball Lobkovice              |  |
| 7    | Black Owls Univerzita Brno      |  |
| 8    | SK Kostelec Tigers              |  |
| 9    | SK Klackaři Kostelec nad Orlicí |  |

| 2008 |                         |  |
| 1    | Amasoma Příbram         |  |
| 2    | SK Kotlářka Praha       |  |
| 3    | Přírodní vědy UK Praha  |  |
| 4    | Pasos Pardubice         |  |
| 5    | Softball Lobkovice      |  |
| 6    | SC Canaries             |  |
| 7    | SK Tigers Kostelec      |  |
| 8    | Painbusters Most        |  |
| 9    | Sportclub 80 Chomutov B |  |

| 2007 |                         |  |
| 1    | Snails Kunovice         |  |
| 2    | Přírodní vědy UK Praha  |  |
| 3    | Amasoma Příbram         |  |
| 4    | Softball Lobkovice      |  |
| 5    | Pasos Pardubice         |  |
| 6    | Chemie - Kotlářka       |  |
| 7    | Sportclub 80 Chomutov B |  |
| 8    | SC Canaries             |  |
| 9    | SK Sokol Satalice       |  |

| 2006 |                         |  |
| 1    | Painbusters Most        |  |
| 2    | Snails Kunovice         |  |
| 3    | Softball Lobkovice      |  |
| 4    | Amasoma Příbram         |  |
| 5    | SC Canaries             |  |
| 6    | VSK Chemie Praha        |  |
| 7    | SK Sokol Satalice       |  |
| 8    | Sportclub 80 Chomutov B |  |

| 2005 |                           |  |
| 1    | Tempo Praha               |  |
| 2    | Painbusters Most          |  |
| 3    | Snails Kunovice           |  |
| 4    | SC Canaries               |  |
| 5    | Softball Lobkovice        |  |
| 6    | Sportclub 80 Chomutov B   |  |
| 7    | Amasoma Příbram           |  |
| 8    | SK Sever Brno             |  |
| 9    | Pharaon Jindřichův Hradec |  |

| 2004 |                         |  |
| 1    | Hroši Havlíčkův Brod    |  |
| 2    | Tempo Praha             |  |
| 3    | Snails Kunovice         |  |
| 4    | Sportclub 80 Chomutov B |  |
| 5    | Softball Lobkovice      |  |
| 6    | Painbusters Most        |  |
| 7    | Amasoma Příbram         |  |
| 8    | SC Canaries             |  |

| 2003 |                           |  |
| 1    | Slavia VŠ Plzeň           |  |
| 2    | Hroši Havlíčkův Brod      |  |
| 3    | Softball Lobkovice        |  |
| 4    | Chemopetrol Litvínov      |  |
| 5    | Snails Kunovice           |  |
| 6    | SC Canaries               |  |
| 7    | Černé piraně Karlovy Vary |  |
| 8    | Amasoma Příbram           |  |